# سباق المطر (رواية)
رواية سباق المطر Racing the Rain هي رواية للكاتب الأمريكي جون إل. باركر جونيور. نشرت عام 2015.
وهي ثالث رواية في الثلاثية التي بدأت برواية «عداء لمرة واحدة» و «العودة إلى كرتاج».
وفي هذه الرواية يعيد كاسيدي سرد سنواته الأولى في العدو.